# Sŏkt’ang Onch’ŏn
Sŏkt’ang Onch’ŏn (kor. 석탕온천역, Sŏkt’ang Onch’ŏn-yŏk) – stacja kolejowa w centralnej części Korei Północnej, na 148. kilometrze najdłuższej w kraju, 819-kilometrowej linii P’yŏngna, łączącej Pjongjang oraz specjalną strefę ekonomiczną Rasŏn. Stacja znajduje się w administracyjnych granicach powiatu Yangdŏk (prowincja P’yŏngan Południowy).